# Sonny Rollins Quartet
Sonny Rollins Quartet è un album a nome Sonny Rollins Quartet, pubblicato dalla Prestige Records nel 1953.

## Tracce
LP (1953, Prestige Records, PRLP 137)
Lato A
1. Time on My Hands – 2:42 (testo: Harold Adamson, Mack Gordon – musica: Vincent Youmans) – Registrato il 17 dicembre 1951 a New York
2. This Love of Mine – 2:20 (testo: Frank Sinatra – musica: Sol Parker, Hank Sanicola) – Registrato il 17 dicembre 1951 a New York
3. Shadrack – 2:32 (Robert MacGimsey) – Registrato il 17 dicembre 1951 a New York
4. Slow Boat to China – 2:30 (Frank Loesser) – Registrato il 17 dicembre 1951 a New York

Lato B
1. Scoops – 2:13 (musica: Sonny Rollins) – Registrato il 17 dicembre 1951 a New York
2. With a Song in My Heart – 3:06 (testo: Lorenz Hart – musica: Richard Rodgers) – Registrato il 17 dicembre 1951 a New York
3. Newk's Fadeaway – 3:10 (musica: Sonny Rollins) – Registrato il 17 dicembre 1951 a New York
4. I Know – 2:32 (musica: Sonny Rollins) – Registrato il 17 gennaio 1951 a New York

Sonny Rollins with The Modern Jazz Quartet
LP (1957, Prestige Records, PRLP 7075)
Lato A
1. The Stopper – 2:56 (musica: Sonny Rollins) – Registrato il 7 ottobre 1953 a New York
2. Almost Like Being in Love – 3:23 (musica: Frederick Loewe) – Registrato il 7 ottobre 1953 a New York
3. No Moe – 3:26 (musica: Sonny Rollins) – Registrato il 7 ottobre 1953 a New York
4. In a Sentimental Mood – 3:18 (musica: Duke Ellington) – Registrato il 7 ottobre 1953 a New York
5. Scoops – 2:13 (musica: Sonny Rollins)
6. With a Song in My Heart – 3:06 (musica: Richard Rodgers)

Lato B
1. Newk's Fadeaway – 3:10 (musica: Sonny Rollins)
2. Time on My Hands – 2:42 (musica: Vincent Youmans)
3. This Love of Mine – 2:20 (musica: Frank Sinatra)
4. Shadrack – 2:32 (Robert MacGimsey)
5. On a Slow Boat to China – 2:30 (Frank Loesser)
6. Mambo Bounce – 2:22 (Sonny Rollins) – Registrato il 17 dicembre 1951 a New York
7. I Know – 2:32 (musica: Sonny Rollins)

## Musicisti
- Sonny Rollins – sassofono tenore
- Kenny Drew – pianoforte (eccetto nel brano: I Know)
- Miles Davis – pianoforte (solo nel brano: I Know)
- Percy Heath – contrabbasso
- Art Blakey – batteria (eccetto nel brano: I Know)
- Roy Haynes – batteria (solo nel brano: I Know)

### Produzione
- Ira Gitler – produzione (eccetto nel brano: I Know), note retrocopertina album originale
- Bob Weinstock – produzione (solo nel brano: I Know)
- Registrazioni effettuate al Apex Studios di New York City il 17 gennaio e 17 dicembre 1951